# スラックキーギター
スラックキーギター（英語：Slack-key guitar）は、19世紀にハワイで生まれたギタースタイルである。ハワイアン・ミュージックでよく使われるが、ギターの種類や形式ではなく、そのチューニングと奏法の総称である。基本的にオープン・チューニングであり、その組み合わせは奏者によって無数に存在するといってもいい。スラッキーギター、キホアルとも呼ばれる。
チューニングにも名前があり、代表的なものに｢タロパッチ」がある。タロパッチとは、ハワイの人たちが主食としているタロイモの水田のことである。タロパッチチューニングにもいくつかの組み合わせがあり、もっともよく使われるのはオープンGチューニングで、6弦からD-G-D-G-B-Dである。次によく使われるのが「Gワヒネチューニング」で、タロパッチの3弦を半音下げたD-G-D-F#-B-Dである。ワヒネはハワイ語で女性を意味する。日本におけるスラックキーギター奏者の第一人者は山内雄喜である。

## おもなスラックキーギター奏者
- Gabby Pahinui（英語版）
- Raymond Kāne（英語版）
- Atta Issacs（英語版）
- Leonard Kwan（英語版）
- Sonny Chillingworth（英語版）
- Fred Punahoa（英語版）
- Alice Namakelua（英語版）
- Keola Beamer（英語版）
- Ledward Kaapana（英語版）
- Peter Moon（英語版）
- Cyril Pahinui（英語版）
- Dennis Kamakahi（英語版）
- George Kahumoku, Jr.（英語版）
- Ozzie Kotani（英語版）
- John Keawe（英語版）[1]

## 日本のスラックキーギター奏者
- 山内雄喜
- 鴻池薫
- 松本ノボル
- カモクタカハシ/Kamoku Takahashi
- 鈴木祐輔
- MAKALANI
- 石川優美&Pono Lani
- MAYUKO
- Slack-key Marty / KOʻOLUA
- Hide Maha Sagae

※ダカイン鶴下